# Пауэлс, Серж
Серж Пауэлс (род. 21 ноября 1983, Лир) — бельгийский профессиональный шоссейный велогонщик, выступающий с 2019 года за команду «CCC Team». Участник летних Олимпийских игр 2016 года и мировых гранд-туров.

## Карьера
Родился в Лире, начал карьеру в юниорской команде ProTeam Rabobank. С 2006 года выступал за бельгийскую команду Sport Vlaanderen–Baloise. За первый год в профессиональных велогонках он занял 4-е место в генеральной классификации тура де л’Авенир и 8-е место в гран-при Валлонии. В 2007 году Пауэлс возглавил горную классификацию тура Даун Андер, попадал в топ-10 генеральныйх классификаций туров Валлонии (2008), де л’Айн (2009), Турции (2015) и выигрывал Тур Йоркшира в 2017 году.

## Достижения
2005
5-й Льеж — Бастонь — Льеж (до 23 лет)
7-й GP do Oeste — Генеральная классификация
2006
4-й Тур де л'Авенир — Генеральная классификация
8-й Гран-при Валлонии
2007
1-й  Горная классификация Тур Даун Андер
2008
8-й Тур Валлонии — Генеральная классификация
2012
9-й Тур де л'Айн — Генеральная классификация
2015
2-й International Road Cycling Challenge
5-й Тур Турции — Генеральная классификация
2016
8-й Вуэльта Мальорки
9-й Тур Йоркшира — Генеральная классификация
2017
1-й  Тур Йоркшира — Генеральная классификация
1-й Этап 3
2018
3-й Тур Йоркшира
8-й Вольта Алгарви

### Гранд-туры
| Гранд-тур       | 2009 | 2010 | 2011 | 2012 | 2013 | 2014 | 2015 | 2016 | 2017 | 2018 | 2019 |
| --------------- | ---- | ---- | ---- | ---- | ---- | ---- | ---- | ---- | ---- | ---- | ---- |
| Джиро д’Италия  | 33   | —    | —    | 47   | 77   | 31   | —    | —    | —    | —    | —    |
| Тур де Франс    | —    | 107  | —    | —    | —    | —    | 13   | 42   | 19   | НФ   | 77   |
| Вуэльта Испании | —    | —    | —    | 24   | 31   | —    | —    | —    | НФ   | —    | —    |

| —   | Не участвовал  |
| DNF | Не финишировал |